# Barrage de Mangla
Le barrage de Mangla (en ourdou : منگلا بند) est un barrage en remblai pakistanais sur la rivière Jhelum, situé dans le district de Mirpur et le territoire de l'Azad Cachemire. Sa construction de 1962 à 1967 a été soutenue par la Banque mondiale et il devient alors la plus puissance centrale hydroélectrique du pays jusqu'à l'inauguration de Tarbela en 1974.
Le barrage de Mangla est d'abord conçu afin de créer une réserve d'eau à destination de l'agriculture. La puissance électrique de sa centrale est progressivement portée jusqu'à 1 000 MW en 1994. En 2009, le barrage est rehaussé de 9 mètres pour atteindre 147 mètres de haut et une capacité totale de 1 120 MW.

## Construction

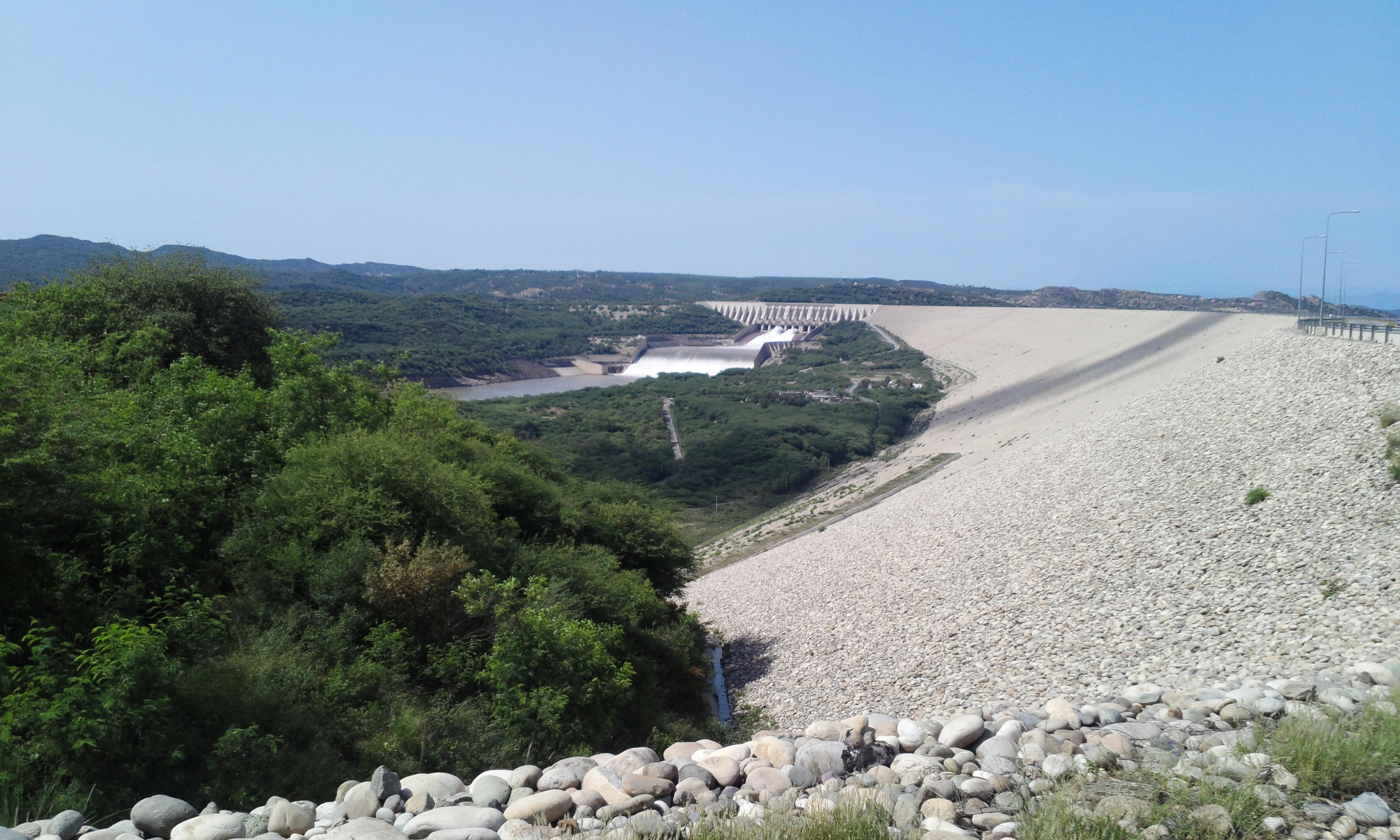
Le mur en remblai de Mangla.

La construction de ce barrage trouve ses origines au traité des eaux de l'Indus, signé le 19 septembre 1960 entre le Pakistan et l'Inde. Il permet aux deux pays de se partager équitablement les ressources des cours d'eau qu'ils se partagent, le Ravi, le Sutlej et la Beas étant réservés à l'Inde tandis que le Pakistan peut développer de son côté l'Indus, la Jhelum et la Chenab. 
Dans le but de faire face à la pénurie d'énergie et d'eaux d'irrigation aux périodes de l'année les plus stratégiques pour l'agriculture, le régime de Muhammad Ayub Khan entreprend la création de deux vastes barrages, à Mangla et Tarbela, dans la cadre du « projet de bassin de l'Indus ».
Les études préparatoires et la conception du projet sont entamés en 1957. À la recherche de financement pour mener à bien le projet, le pays profite notamment de ses bonnes relations avec les États-Unis ainsi que du financement de la Banque mondiale. Le 20 janvier 1962, un contrat est établi avec quatre entreprises américaines et les travaux débutent dans la foulée. Le barrage est construit sur la rivière Jhelum en l'espace de six ans.
Pour ce qui concerne la centrale hydroélectrique, le Pakistan a établi des contrats avec neuf entreprises étrangères, dont quatre japonaises à l'instar de Mitsubishi pour les turbines. Seul l'appareillage électrique a été construit au Pakistan Le 23 septembre 1967, le barrage est inauguré avec une capacité alors limitée à 200 MW, portée à 400 MW puis à 800 MW en 1973 avant d'atteindre un maximum à 1 000 MW en 1994 du fait de l'installation progressive des dix turbines. Sa durée de vie est estimée à 120 ans. En 2009, le barrage est rehaussé de neuf mètres, ce qui porte sa puissance à 1 120 MW.

## Caractéristiques

Le lac de retenue et le fort de Ramkot.

De type barrage en remblai, Mangla atteint 147 mètres de haut pour 3 140 mètres de long. Son réservoir couvre une superficie de 250 kilomètres carrés pour une contenance de 9,12 kilomètres cubes, contre 7,3 kilomètres cubes avant le rehaussement de 2009.
La centrale compte dix turbines d'une puissance de 100 MW chacune à sa construction et 112 MW depuis le rehaussement de 2009.